# Реквијем за похабане ствари
„Реквијем за похабане ствари” је југословенски ТВ филм из 1964. године. Режирала га је Мирјана Самарџић а сценарио је написао Владимир Вукумировић

## Улоге
| Глумац           | Улога |
| ---------------- | ----- |
| Никола Симић     |       |
| Милош Жутић      |       |
| Дирјана Дојић    |       |
| Божидар Дрнић    |       |
| Милорад Маргетић |       |
| Нада Ризнић      |       |